# Chám
Chám je starozákonní postava, druhorozený syn Noeho, jeden z lidí, kteří přežili potopu světa, a praotec Chamitů.
Chám se provinil tím, že spatřil svého otce ve stanu opilého a nahého a pověděl o tom svým bratrům Šémovi a Jáfetovi. Ti otce zakryli tak, aby jeho nahotu nespatřili. Noe pak proklel Chámova syna Kenaana a dal ho za otroka jeho (Chámových) bratrům.

## Chamité
Podle knihy Genesis byl Chám otcem čtyř synů, jejichž potomci se souhrnně nazývají Chamité:
- Kúš (Chus) – praotec národů jižní Arábie a Mouřenínů
- Kenaan (Kanán) – praotec obyvatelů země Kanaán (v oblasti Sýrie a Palestiny)
- Misrajim (Mizraim) – praotec Egypťanů
- Pút (Put) – praotec afrických národů